# Teatro Argentina
Teatro Argentina – teatr operowy w Rzymie otwarty w roku 1732. Nazwa pochodzi od lokalizacji - placu Largo di Torre Argentina. W XVIII wieku należał do najważniejszych scen operowych Włoch. Odbyło się w nim wiele premier tamtego stulecia włącznie z wystawioną na otwarcie teatru Berenice Domenico Sarriego.
Najbardziej znanymi operami mającymi tu swoje prapremiery światowe są jednak trzy opery z XIX wieku – jedną z nich jest Cyrulik sewilski Gioacchino Rossiniego, którego premiera 20 lutego 1816 roku była klapą, niewróżącą późniejszego światowego sukcesu, nie tylko z tego powodu, że na widowni teatru zasiedli zwolennicy Giovanniego Paisiella, ale przyczyniły się też tu drobne wpadki podczas samego przedstawienia. Dwie inne opery, to dzieła Giuseppe Verdiego – Dwaj Foskariusze (premiera 1844) i Bitwa pod Legnano (1849).
Widownia teatru została zbudowana na podstawie w kształcie przekroju jaja, sześciokondygnacyjna z 31 lożami na każdej z kondygnacji. Dziś Teatro Argentina jest wykorzystywany jako sala koncertowa, służy również pobliskiej Academia di Santa Cecilia.